# Гонконзько-тайванські відносини
Гонко́нзько-тайва́нські відно́сини (кит. трад. 港台關係, спр. 港台关系, піньїнь: Gǎng tái guānxì) — відносини між особливим адміністративним районом Гонконгом та Китайською Республікою (Тайванем) охоплюють період, коли Китайська Республіка контролювала материковий Китай, так і пізніші часи, коли лідери Китайської Республіки через громадянську війну втекли на Тайвань.